# السرب التاسع (القوة الجوية العراقية)
السرب التاسع هو سرب يعمل في القوة الجوية العراقية ويعتبر سرب فعال ومُهم جداً في الحرب التي يخوضها العراق حالياً ضد داعش، مقر السرب حالياً في قاعدة بلد الجوية.

## معرض الصور

شعار السرب التاسع